# Yuxiang (maträtt)
Yuxiang (förenklad kinesiska: 鱼香; traditionell kinesiska: 魚香; pinyin: yúxiāng; bokstavligt: "fiskdoft") är en kryddblandning i det kinesiska köket, samt den resulterande såsen som kött eller grönsaker kokas i. Den sägs ha sitt ursprung från det sichuanesiska köket, men har sedan spridits till andra regionala kinesiska kök.
Trots att termen bokstavligen betyder "fiskdoft" på kinesiska, innehåller yuxiang ingen fisk och används vanligtvis inte till fisk eller skaldjursrätter. Enligt legenden användes såsen regelbundet av en moder för att laga fisk till hennes familj, men fisken tog slut och frun tog såsen som blev över och använde den för att smaksätta kött, därav namnet yu xiang eller fisksmaksatt.
Utöver de grundläggande ingredienserna innehåller yuxiang nästan alltid socker, vinäger, doubanjiang, sojasås och inlagd chilipeppar.